# 徐市镇
徐市镇，是中华人民共和国福建省南平市建阳区下辖的一个行政建制镇。位于建阳区南部。

## 历史
徐市在宋元时期称为招贤里，明洪武十四年(1381年)改为兴贤里，分兴上、兴中、兴下三里。民国初期置徐墩乡，因与景贤镇徐墩村同名，故而在民国后期改名徐市乡。
1928年该乡划归二区管辖，其后又分别交九区、四区辖制。1942年，该乡升格为徐市镇。
中华人民共和国成立后，设置三区，1955年更名为徐市区。徐市镇降格为徐市乡，由徐市区管理。1958年底成立徐市人民公社。1961年底析置条岭人民公社，旋即又于1963年被重新并入。
随着文化大革命的开始，徐市人民公社于1966年改称东风公社，1969年复名徐市公社。1984年，撤公社设徐市乡。1993年撤乡建制，复设徐市镇。

## 教育
古代建阳教育发展迅速，成就颇大。徐市镇教育也有很大发展，清朝徐市有招贤书院，另有私塾多座。民国肇建后，始设徐市简易国民小学。1942年升格为徐市中心国民学校，并增设各保国民学校。中共建政后，全市各学校均被当局接管，教师队伍亦遭整顿。改设徐市中心小学和徐市中学，并延续至今。近年来，徐市镇基础教育大为发展，小学入学率达到或超过100%。

## 政治

### 政权结构
徐市镇是中华人民共和国的一个乡级行政区。在法定的人民代表大会制下，徐市镇人民代表大会为全镇的国家权力机关，与中国共产党徐市镇委员会、徐市镇人民政府并称“三套班子”。但实际上，中共徐市镇党委对全区各部门有实际上的领导权，镇党委书记和镇长享有更高的地位，而镇人大主席团主席则拥有较小权力。
徐市镇党委和镇政府驻徐市社区徐市街庵后巷24号，现任镇党委书记是伊泉成
，镇人大主席团主席兼镇长谢学想。

### 行政区划
徐市镇下辖以下地区：
徐市社区、溪尾村、壕墩村、徐市村、北岸村、宸前村、圳头村、林墩村、范墩村、大田村、大阐村、盖溪村、黄坑村、唐科村、五峰村、条岭村和南槎村。

## 交通
公共交通方面，建阳1974年始设建阳县公共汽车公司，徐市镇随后设立了承担货运交通的徐市车队。当前，镇内客运交通已经形成了以徐市客运站为中心的，可通达建阳市区的完善网络。
公路方面，徐市镇属于山地丘陵地形，因此建设公路交通必须进行大量土地平整工作以及隧道、桥梁的修筑。徐市镇的首条公路是中共建政后修筑的浦延公路。
同时，全镇通过一条国家高速公路（即 京台高速）、一条省道（即 303省道）和多条县道连接邻近乡镇，镇内各行政村乃至自然村都通有公路。
铁路方面，中国铁路总公司在徐市镇全境设置四等站一个，即演头站。徐市镇最早的铁路是1997年建成的横南铁路，行经徐市的合福客运专线亦于2015年6月通车。